# Gaius Norbanus
Gaius Norbanus (overleden 82 v.Chr.) was een Romeins politicus en militair uit de late Romeinse Republiek. Hij was een aanhanger van Lucius Appuleius Saturninus en hoorde bij de partij van de populares.
Norbanus was afkomstig uit Latijnse stad Norba. Hij begon als homo novus aan de cursus honorum. Hij was volkstribuun in 103 v.Chr. In deze functie spande hij een zaak aan tegen Quintus Servilius Caepio, die als proconsul in 105 v.Chr. verantwoordelijk was voor de rampzalig verlopen Slag bij Arausio. Norbanus beschuldigde Caepio ervan te overhaast deze strijd te zijn aangegaan. Bovendien had hij de tempel van Tolosa laten plunderen. Caepio werd veroordeeld en ging in ballingschap. 
Norbanus diende in 101 v.Chr. als questor onder proconsul Marcus Antonius Orator in Cilicië. In 94 v.Chr. werd Norbanus aangeklaagd voor verraad rondom zijn proces tegen Caepio van negen jaar eerder. Marcus Antonius trad op als zijn advocaat en met zijn hulp werd Norbanus vrijgesproken. In 89 v.Chr. was hij praetor en verdedigde tijdens de Bondgenotenoorlog met succes het eiland Sicilië tegen aanvallen van de Socii, een Italische stam. Ook het jaar daarna (en mogelijk nog langer) bleef hij als propraetor op Sicilië. 
In 83 v.Chr. werd Norbanus, samen met Lucius Cornelius Scipio Asiaticus, tot consul verkozen. In dit jaar keerde Lucius Cornelius Sulla terug naar het Italiaanse schiereiland en de beide consuls probeerden zijn opmars te stoppen. Sulla versloeg Norbanus echter op de Tifataberg, waarop Norbanus zich terugtrok in het nabijgelegen Capua. In 82 v.Chr. werd Norbanus nogmaals verslagen, deze keer door Quintus Caecilius Metellus Pius bij Faventia in Gallia Cisalpina. Norbanus vluchtte naar Rhodos, waar hij zelfmoord pleegde omdat de eilandbewoners overwogen hem uit te leveren aan Sulla.